# Вокально-інструментальний ансамбль

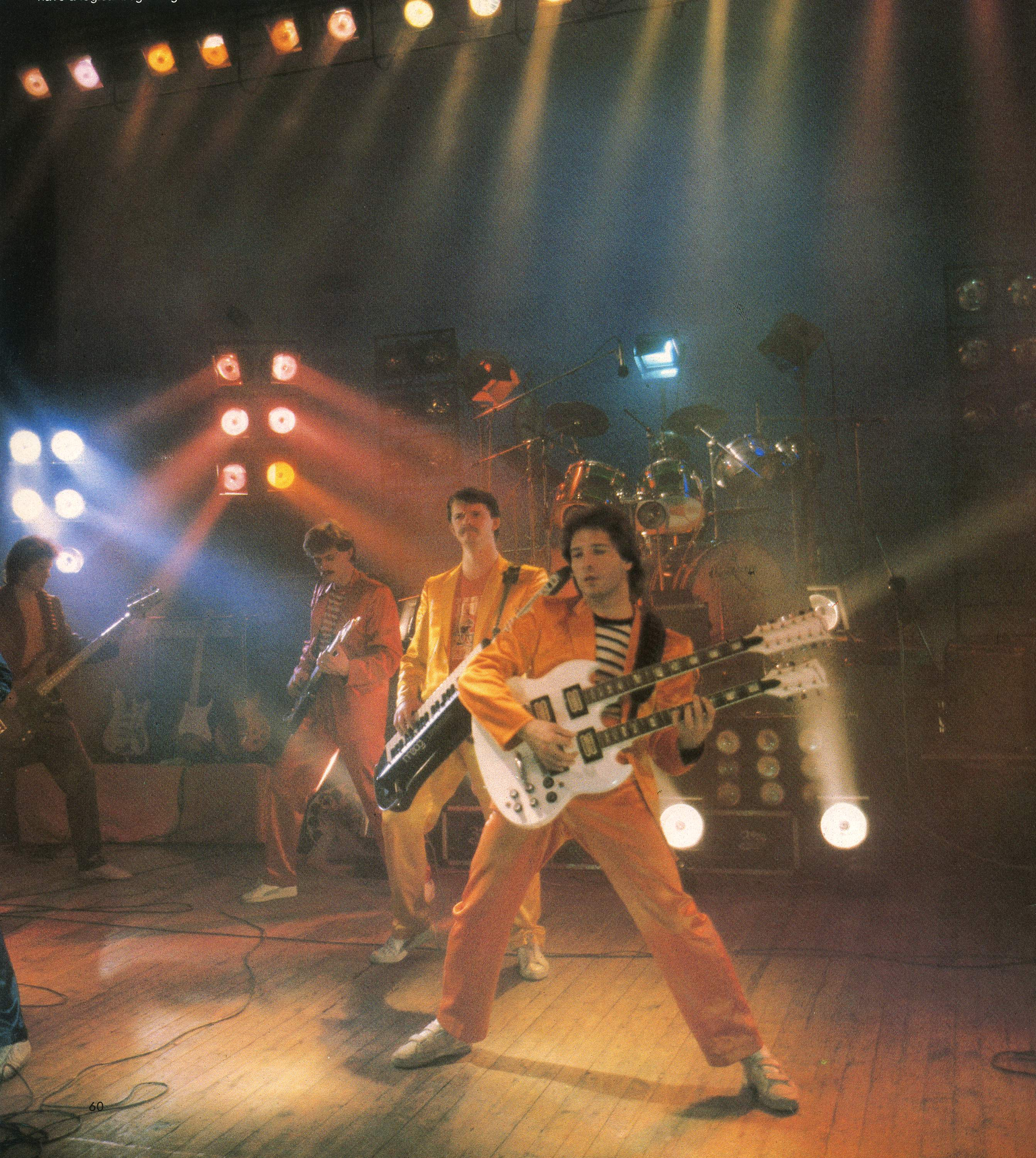
ВІА «Земляне», фото журналу
«Soviet Life» (США) жовтень 1984

Вокально-інструментальний ансамбль  (скорочено ВІА) — офіційне найменування професійних і самодіяльних музичних гуртів у СРСР в 1960-ті — 1980-ті роки. Термін «ВІА» в радянський час був синонімом терміна «музичний колектив» (міг застосовуватися навіть до іноземної групи), але з часом став асоціюватися саме з радянськими рок-, поп- і фолк-гуртами, особливо якщо їх такими визнано державою. Завдяки кампанії боротьби за контроль над творчістю та вподобаннями мас, особливо, молоді, в СРСР термін набув іронічного змісту, й так використовується понині, наприклад, у назві гурту «ВІА Гра».

## Поява
ВІА, як явище, з'явилися в СРСР у 1960-х роках, на хвилі захоплення радянської молоді популярними течіями західної музики. Зокрема, внаслідок Всесвітнього фестивалю молоді і студентів, який відбувся в СРСР 1957 року, де перший самодіяльний ВІА «Дружба» й Едіта П'єха завоювали золоту медаль і звання лауреатів фестивалю.
Але вже в 1959 ансамбль «Дружба» було розформовано, навіть тимчасово заборонено за «антирадянськими» звинуваченнями. Саме тоді в СРСР стали створюватися музичні колективи, покликані стати власними аналогами західних рок-груп, з поправкою на особливості ідеології. Оскільки офіційно вважалося, що рок-музика є «продукт розкладу західної культури», для таких колективів було винайдено назву «вокально-інструментальний ансамбль», або скорочено — ВІА. Натомість поп-гурти ще інколи звалися «естрадними ансамблями».
В 1964 визначення «Вокально-інструментальний ансамбль» було розміщено на афіші ансамблю «Авангард», коли той виступав в Донецькій філармонії у 1969 гурт змінив назву на «Добрі Молодці». Також в числі колективів, що створили жанр ВІА, називають ансамблі «Поющие гитары» та Весёлые ребята (ВІА), засновані в 1966 у Ленінграді та Москві відповідно.
ВІА реєструвалися при тих чи інших вже існуючих творчих об'єднаннях: місцевих філармоніях, театрах, концертних об'єднаннях. Офіційний статус відділяв ВІА від «авторської пісні» того ж періоду, яка проходила по категорії художньої самодіяльності. Крім професійних ВІА, існували аналогічні самодіяльні колективи, які відрізнялися переважно термінологічно.

## Особливості
Типовий ВІА складався з 6-10 і більше осіб, до числа яких зазвичай входили по кілька вокалістів та мультиінструменталістів, на чолі стояв художній керівник, який міг входити, а міг і не входити до числа виконавців, а також музичний керівник. Учасники змінювалися, а різні пісні могли виконуватися різними солістами. Якщо в рок-групах соліст зазвичай одночасно грав на якомусь інструменті, то у ВІА соліст набагато частіше тільки співав. Більшість музикантів ВІА були професіоналами, рівень виконавської майстерності був досить високий.
ВІА використовували звичайний для поп- і рок-груп набір інструментів: електрогітари, ударну установку, різні варіанти електронних клавішних, таких, як електрооргани і синтезатори, апаратуру звукопідсилення. На додаток до цього набору, як правило, була духова секція, могли використовуватися також різні народні інструменти, особливо у ВІА з фолк-ухилом.
На зовнішній вигляд артистів ВІА і манеру поведінки на сцені накладався цілий набір обмежень, зумовлених ідеологічними міркуваннями. Типово концертний одяг були звичайні піджачні костюми, а у ВІА, що спеціалізуються на народній тематиці, — різні варіанти одягу в «народному стилі», на виконання пісень військово-патріотичної тематики ансамбль міг вийти у військовій формі («Каскад»). Не заохочувалося активний рух по сцені, як правило, музиканти і соліст стояли практично нерухомо протягом усього номера. Зрозуміло, будь-які виражено «фатальні» атрибути, такі, як незвичайні зачіски, татуювання, клепаний шкіряний одяг, металеві аксесуари та інше в тому ж дусі, безумовно виключалися.
Записи професійних ВІА видавалися на радянському рекорд-монополісті, Всесоюзній фірмі грамплатівок «Мелодія», а організовували концерти територіальні філармонії та концертні об'єднання: Союзконцерт, Москонцерт, Ленконцерт, Росконцерт, Госконцерт, республіканські та обласні філармонії.
Іноді ВІА виступали як акомпануючий склад відомого сольного виконавця, як, наприклад: Юрій Антонов та групи Аракс і Аеробус, Алла Пугачова та ВІА Рецитал, Софія Ротару та ВІА «Червона рута», Валерій Ободзинський та ВІА Вірні друзі, В. Мигуля і «Земляне».

## Репертуар
Репертуар ВІА визначався умовами утиску «чужинських», тобто вільнодумних, впливів, отже переважно складався з пісень, написаних професійними композиторами та поетами (тобто членами Спілки композиторів і Спілки письменників). Виконувалися також пісні, написані членами групи, основним композитором міг бути й художній керівник колективу. У першій половині 1980-х років існував навіть норматив: не менше 80 % репертуару ВІА повинні були складати «пісні радянських композиторів», тобто пісні, авторами яких були офіційні члени вищезгаданих Союзів. Програма ансамблю офіційно затверджувалася худрадою, це було неодмінною умовою для виконання її на публіці.
Стиль музики ВІА був різноманітний. Він включав в себе як фолк і етно-мотиви, так і диско («Червоні маки», «Здрастуй, пісне»),рок-музику («Аріель», «Квіти») і сінті-поп. Звучання ВІА розглядають як специфічний жанр в радянській популярній музиці. Слід зазначити, що саме ВІА сформували і підготували музичний пласт розвитку біг-біт та поп-музики, сформували глядацьку аудиторію для наступного музичного напряму в СРСР — рок-музики. Однак у виконанні музики яскраво виражені рок-моменти, будь то соло електрогітари або занадто гучний голос артистів, не рекомендувалося. Не віталися сучасні ритми і новітні напрямки, будь то нова хвиля та ін. Тому композиції ВІА були, як правило, нескладні, не більше 3-4 хвилин, і без серйозної імпровізації.
У текстах ВІА звучали патріотичні та військово-патріотичні мотиви, любовна лірика (у вкрай «асексуальному» варіанті), суто радянські мотиви романтики праці; зустрічалися пісні-жарти, романси, народні пісні, твори на актуальні теми (на кшталт будівництва БАМ). Переважно твори несли виражено позитивний заряд, прославляли радянський спосіб життя, говорили про щастя, радості, трудові й бойові звитяги. Критика, протест, тема конфлікту людини і суспільства допускалися тільки у «викривальних» піснях про проблеми капіталістичного світу. Не заохочувалося і загострення проблем молоді.
Помітне місце в репертуарі багатьох ВІА займали кавер-версії пісень західних груп (з текстами російською мовою, часто вкрай далекими від оригіналу за змістом, але, як правило, фонетично подібними з ним). У записах і в експонованих на затвердження програмах виступів кавер-версії іноді маскувалися: мінялися назви, музика могла приписуватися членам Спілки композиторів, членам групи або неіснуючим композиторам, пісня іменувалася «американською народною» й так далі. Також ВІА нерідко використовували музичні фрагменти західних пісень у власних творах, подаючи їх як свою музику. На концертах могли виконуватися і оригінальні західні пісні.

## ВІА і рок-групи
Відносини між ВІА і самодіяльними рок-групами 1970-х — початку 1980-х років були досить складними і багатоплановими. З одного боку, існував певний антагонізм, пов'язаний з різницею в статусі та визнанні, з іншого — музиканти нерідко переходили з ВІА в групи і назад, а частина ВІА представляли спроби «легалізувати» самодіяльні групи. Так, вищезгадана група «Аракс» придбала офіційний статус через три роки після створення, в 1974, коли увійшла в трупу театру «Ленком». ВІА «Земляне» теж починали як андеграунд рок-група, і лише потім змінив статус. Офіційний статус мали рок-групи «Карнавал», «Динамік», «Машина времени» (у період з кінця 1979 до другої половини 1980-х, коли працювала під егідою державного об'єднання «Росконцерт»).
|                                       | У цілому бездонна прірва лежала між професійними ВІА, навіть якщо вони боязко намагалися пискнути щось зі сцени на своє виправдання, ВІА самодіяльними, які брали з них приклад, і групами. Це, однак, не переходило в конфронтацію. Всі розуміли, що так влаштований світ. Піти, наприклад, працювати в ансамбль «Веселі хлопці» до Слободкіна так і називалося - «продатися в рабство». Це компенсувалося спокійним життям без турбот, міліції, якісною апаратурою і стабільним, на ті часи високим, заробітком. «Чесали» тоді хлопці по три - по чотири [концерт]и на день. Було ясно, що ці суворі умови диктує саме життя, і ніхто з «підпільних» «запроданцям» у спину не плював. |
| — Андрій Макаревич, «Все дуже просто» | |

Групи, що грали рок, відрізнялися від ВІА не тільки модусом вівенді (рок-дискурс — виключно «авторський»), але й випливаючими з останнього жанровими особливостями виконуваної ними музики, перетворюючи ВІА на розважальне і підкреслено полістилістичне «музичне вар'єте». З іншого боку, для пригнічених національностей СРСР (не-росіян), ВІА перетворилися на плацдарм для пропаганди власного «коріння», за дозволеності в СРСР фолк-року.

## Популярність, розквіт і подальша історія
Композиції для ВІА творили масово фахівці, серед яких визначні: Левко Дутковський, Валерій Громцев, Микола Мозговий, Павло Дворський, Тарас Петриненко, Ігор Білозір, Анатолій Пащенко, Руслан Іщук, Володимир Яцола [Архівовано 5 грудня 2019 у Wayback Machine.], «молодші» автори Олександр Злотник, Остап Гавриш та Генадій Татарченко, тощо. Також у цьому стилі аранжовано деякі пісні В. Івасюка, багато творів Ігоря Поклада. Деякі ансамблі, зокрема «Кобза» та «Калина», аранжували у модерному стилі навіть пісні членів спілки композиторів (наприклад, тих же Майбороди-Шамо-Білаша).
ВІА, як окреме явище радянської музичної культури, проіснували в цілому понад 20 років. У період 1960-х — 1970-х, початку 1980-х років вони були надзвичайно популярні, особливо у молоді. Найбільш відомі ансамблі давали по кілька концертів на день протягом усього року, виконувані ними пісні постійно транслювалися по радіо і телебаченню, випускалися і добре продавалися чисельні альбоми. Наприклад, за чотири роки (1970—1974) тільки тираж першого міньйону ансамблю «Весёлые ребята» був проданий у кількості 15 975 000 екземплярів, а наклад альбому « У нас, молодих» (1975—1979) ВІА Самоцвіти, який перевидавали кілька разів, сягнув 2,5 мільйонів копій. Концертні організації отримували від найбільш популярних ансамблів великий прибуток, тому, наприклад, річний план, затверджений Москонцертом ансамблю «Весёлые ребята» (ВІА), становив з 1970 року до 500 концертів щорічно.
Більшість ВІА припинили своє існування в кінці 1980-х років. Цьому сприяв цілий ряд обставин, насамперед — вихід з підпілля рок-музики і скасування механізмів регулювання діяльності естрадних виконавців, обмежень на репертуар і строгих критеріїв професійного відбору музикантів. Зіграло свою роль і підвищення якості музичної апаратури, поява дешевих синтезаторів і семплерів, що дають можливість виробляти якісну поп-музику без залучення великого штату музикантів. Та й репертуар більшості ВІА, що складався з позитивних шлягерів та «ідеологічно витриманих» композицій, в нових політичних умовах став набагато менш потрібним.
Більшість колективів розпалося, хоча деяким вдалося вижити, перетворившися на групи різноманітної музичної спрямованості, від поп-музики до хард-року. Значна частина музикантів колишніх ВІА залишилася на естраді, увійшовши до складу нових груп або почавши сольну кар'єру. Дуже багато сучасних діячів поп-музики — це колишні учасники ВІА 80-х.
Деяка кількість старих, широко відомих ВІА продовжують існувати донині, хоча й у сильно зміненому складі. Серед них — «Весёлые ребята», «Земляне», «Пісняри», «Квіти». Деякі відомі ВІА (наприклад, «Співаючі гітари» і «Самоцвіти») було відновлено у другій половині 1990-х років, на хвилі збільшення популярності музики 1960-1970-х років. Вони записують рімейки своїх шлягерів, виступають з концертами, де звучить зазвичай найбільш популярна частина старого репертуару. Деякі ВІА («Самоцвіти», «Пісняри», «Земляне», «Ялла», «Синій птах», «Лийся, пісня», «Здрастуй, пісня», «Кобза», «Краяни», «Сябри») виконують і нові пісні, які не поступаються їх відомим шлягерам. У деяких випадках, наприклад у ВІА «Пісняри», виникло відразу кілька гуртів, що претендують на одну саму назву і виконують один репертуар.

## Найбільш відомі ВІАУкраїнської РСРта Білорусі
- Арніка
- Ватра
- Гуцулочки
- Калина
- Кобза
- Опришки
- Пісняри
- Світязь
- Смерічка
- Червона рута
- Медобори